# Игуман Арсеније (Стефановић)
Подебљан текст (друга половина 18. века, Црна Река — 1835, Манастир Љубостиња) био је српски игуман манастира Љубостиње током друге, треће и четврте деценије 19. века.

## Биографија
Помиње се да је у његово време у Љубостињи гостовао митрополит београдско—карловачки Дионисије, те да је 18. јуна 1814. у чин монаха рукоположио Никифора Миљковића, 21. јуна у чин јереја — Цветка Поповића, и напокон, 24. јуна, такође у чин јереја — Вукомана Вукосављевића.
Био је један од најпредузимљивијих и највреднијих игумана манастира, те су га парохијани дубоко поштовали. Он је 1819. године у потпуности обновио манастир и подигао једну воденицу. Манастир је опремио црквеним књигама, а монашке келије правим намештајем.
Године 1818. био је прекорен за утају прихода и скривање кућа у парохији (од 123, Љубостиња је пријавила 79). Тај проблем је постојао у свим обласним јединицама Српске православне цркве. Па и упркос томе, уживао је поштовање кнеза Милоша Обреновића, који је у манастирској порти 1819. године подигао конак, данас познат као Милошев конак. Исте године, на Ђурђевдан, на народном сабору у манастирској порти дошло је до убиства. Арсеније је био принуђен да укине сабор, који су од тада почели да организују на Преображење. Наредне године, кнез му је одобрио да са братством прикупља милостињу по народу.
Благословом митрополита Агтангела, али о свом трошку, игуман Арсеније је 1822. године подигао нови иконостас, који је осликан 40 година касније. Новац за иконостас скупио је заједно са попом Нићифором (Поповићем), и монасима Нестором (Миљковићем) и Арсенијем (Поповићем). Пет година касније добио је од Државне касе 100 гроша.
Да је Стефановић био цењени игуман, сведочи и податак да је у његово време, за само неколико година Љубостиња угостила многе црквене званичнике. Митрополит Агтангел боравио је у манастиру 1825. године, митрополит Антим — у мају 1827. године. Митрополит Мелентије дошао је у Љубостињу 1833, а архиепископ београдски Петар 1835. године.
Арсеније је умро 1835, и био је сахрањен на самом улазу у манастир, са десне стране.